# Сафонов Євген Олександрович
Євген Олександрович Сафонов (узб. Yevgeniy Aleksandrovich Safonov / рос. Евгений Александрович Сафонов; нар. 6 липня 1977, Ташкент, Узбецька РСР) — узбецький та російський футболіст, воротар. Виступав за збірну Узбекистану.

## Клубна кар'єра
Розпочинав кар'єру у чемпіонаті Узбекистану. 1996 року дебютував у складі команди «Дустлік».
1999 року перейшов до «Самарканду», але надовго там не затримався і поїхав до ярославського «Шинника». Дебютував у першому дивізіоні 1 листопада 2000 року, в передостанньому, 39-му турі проти петербурзького «Локомотива» (1:0). Наступного року клуб посів перше місце та вийшов у Прем'єр-лігу. Сафонов провів 11 матчів, пропустив 6 м'ячів. 2003 року зіграв 14 матчів, пропустив 12 м'ячів.
2004 року дебютував у єврокубках. 3 липня у Кубку Інтертото у матчі проти чеського клубу «Теплице» (2:1). У сезоні 2004 року зіграв 14 матчів, пропустив 16 м'ячів. У 2005 провів у чемпіонаті 27 поєдинків, пропустив 27 м'ячів. 2006 року провів 7 матчів, пропустив 18 м'ячів. У третьому турі у матчі з «Том'ю» отримав травму та вибув до липня. Останній матч за «Шинник» зіграв 30 вересня проти «Ростова» (1:6).
2007 року грав у першому дивізіоні за «Урал», 2008 року виступав у другому дивізіоні за «Рязань». 2008 року поїхав до Казахстану, до клубу «Мегаспорт». Наприкінці кар'єри виступав у самаркандському «Динамо», де завершив кар'єру після сезону 2011 року.

## Кар'єра в збірній
У національній збірній Узбекистану дебютував 1999 року. Учасник Кубку Азії 2004 року, де зіграв у 3 матчах. Завершив міжнародну кар'єру 2006 року, загалом за збірну провів 25 матчів.

## Статистика виступів

### Клубна
У статистиці не враховано матчі та пропущені м'ячі в Кубку Прем'єр-ліги 3 (-2)
| Клуб                  | Сезон                 | Чемпіонат | Чемпіонат | Кубок | Кубок | Єврокубки | Єврокубки | Загалом | Загалом |
| Клуб                  | Сезон                 | Матчі     | Голи      | Матчі | Голи  | Матчі     | Голи      | Матчі   | Голи    |
| --------------------- | --------------------- | --------- | --------- | ----- | ----- | --------- | --------- | ------- | ------- |
| «Самарканд»           | 1999                  | —         | —         | —     | —     | —         | —         | —       | —       |
| Усього за «Свмврканд» | Усього за «Свмврканд» | —         | —         | —     | —     | —         | —         | —       | —       |
| «Шинник»              | 2000                  | 1         | -0        | 0     | 0     | 0         | 0         | 1       | -0      |
| «Шинник»              | 2001                  | 1         | -0        | 0     | 0     | 0         | 0         | 1       | -0      |
| «Шинник»              | 2002                  | 11        | -6        | 1     | 0     | 0         | 0         | 11      | -6      |
| «Шинник»              | 2003                  | 14        | -12       | 1     | -1    | 0         | 0         | 15      | -13     |
| «Шинник»              | 2004                  | 14        | -16       | 1     | -0    | 1         | -1        | 16      | -17     |
| «Шинник»              | 2005                  | 27        | -27       | 3     | -2    | 0         | 0         | 30      | -29     |
| «Шинник»              | 2006                  | 7         | -18       | 2     | -3    | 0         | 0         | 9       | -21     |
| Усього за «Шинник»    | Усього за «Шинник»    | 75        | -79       | 7     | -6    | 1         | -1        | 83      | -86     |
| «Урал»                | 2007                  | 8         | -9        | 0     | 0     | 0         | 0         | 8       | -9      |
| Усього за «Урал»      | Усього за «Урал»      | 8         | -9        | 0     | 0     | 0         | 0         | 8       | -9      |
| «Рязань»              | 2008                  | 19        | -20       | 0     | 0     | 0         | 0         | 19      | -20     |
| Загалом за «Рязань»   | Загалом за «Рязань»   | 19        | -20       | 0     | 0     | 0         | 0         | 19      | -20     |
| Усього за кар'єру     | Усього за кар'єру     | 102       | -108      | 7     | -6    | 1         | -1        | 110     | -115    |

### У збірній
| Національна збірна | Рік     | Матчі | Голи |
| ------------------ | ------- | ----- | ---- |
| Узбекистан         | 1999    | 3     | 0    |
| Узбекистан         | 2001    | 5     | 0    |
| Узбекистан         | 2003    | 4     | 0    |
| Узбекистан         | 2004    | 4     | 0    |
| Узбекистан         | 2005    | 5     | 0    |
| Узбекистан         | 2006    | 4     | 0    |
| Загалом            | Загалом | 25    | 0    |